# Фернандо Амореб'єта
Фернандо Амореб'єта (ісп. Fernando Amorebieta; нар. 29 березня 1985, Кантаура) — іспанський і венесуельський футболіст, захисник аргентинського клубу «Індепендьєнте» (Авельянеда).
Виступав, зокрема, за клуб «Атлетік Більбао», а також національну збірну Венесуели.

## Клубна кар'єра
Народився 29 березня 1985 року у венесуельському місті Кантаура. Згодом перебрався з родиною до Іспанії, де з 11-річного віку почав займатися у футбольній школі клубу «Атлетік Більбао».
У дорослому футболі дебютував в 2003 році виступами за команду клубу «Басконія», в якій провів один сезон, взявши участь у 26 матчах чемпіонату. Протягом 2004—2006 років захищав кольори команди клубу «Більбао Атлетік», дочірнього клубу головної комарди Біскаї.
Своєю грою за останню команду привернув увагу представників тренерського штабу головної команди «Атлетік Більбао», до складу якої почав залучатися у 2005 році. Відіграв за клуб з Більбао наступні вісім сезонів своєї ігрової кар'єри. Більшість часу, проведеного у складі «Атлетика», був основним гравцем захисту команди.
Згодом з 2013 по 2017 роки грав у складі команд клубів «Фулгем», «Мідлсбро» та «Спортінг» (Хіхон).
До складу клубу «Індепендьєнте» (Авельянеда) приєднався в 2017 році. Станом на 20 листопада 2017 відіграв за команду з Авельянеди 4 матчі в національному чемпіонаті.

## Виступи за збірні
2004 року дебютував у складі юнацької збірної Іспанії, взяв участь у 4 іграх на юнацькому рівні.
2007 року провів одну гру у складі невизноної міжнародними футбольними організаціями збірної Країни Басків.
2011 прийняв пропозицію захищати кольори своєї батьківщини, Венесуели, і дебютував в офіційних іграх за національну збірну цієї країни. У складі збірної був учасником розіграшу Кубка Америки 2015 року у Чилі.
| Дата       | Місто          | Господарі | Результат | Гості     | Турнір                       | Голи | Примітки |
| ---------- | -------------- | --------- | --------- | --------- | ---------------------------- | ---- | -------- |
| 02-09-2011 | Колката        | Венесуела | 0 – 1     | Аргентина | товариський матч             | -    | 87'      |
| 11-10-2011 | Пуерто-ла-Крус | Венесуела | 1 – 0     | Аргентина | Відбір до ЧС 2014            | 1    |          |
| 11-11-2011 | Барранкілья    | Колумбія  | 1 – 1     | Венесуела | Відбір до ЧС 2014            | -    |          |
| 15-11-2011 | Сан-Кристобаль | Венесуела | 1 – 0     | Болівія   | Відбір до ЧС 2014            | -    |          |
| 29-02-2012 | Малага         | Іспанія   | 5 – 0     | Венесуела | товариський матч             | -    | 65'      |
| 02-06-2012 | Монтевідео     | Уругвай   | 1 – 1     | Венесуела | Відбір до ЧС 2014            | -    | 50'      |
| 16-10-2012 | Пуерто-ла-Крус | Венесуела | 1 – 1     | Еквадор   | Відбір до ЧС 2014            | -    |          |
| 14-11-2012 | Маямі          | Венесуела | 1 – 3     | Нігерія   | товариський матч             | -    | 34'      |
| 10-09-2013 | Пуерто-ла-Крус | Венесуела | 3 – 2     | Перу      | Відбір до ЧС 2014            | -    |          |
| 11-10-2013 | Сан-Кристобаль | Венесуела | 1 – 1     | Парагвай  | Відбір до ЧС 2014            | -    |          |
| 27-03-2015 | Кінгстон       | Ямайка    | 2 – 1     | Венесуела | товариський матч             | -    |          |
| 31-03-2015 | Форт-Лодердейл | Перу      | 0 – 1     | Венесуела | товариський матч             | -    | 9'       |
| 14-06-2015 | Ранкагуа       | Колумбія  | 0 – 1     | Венесуела | Копа Америка 2015 - 1-й етап | -    | 24'      |
| 18-06-2015 | Вальпараїсо    | Перу      | 1 – 0     | Венесуела | Копа Америка 2015 - 1-й етап | -    | 29'      |
| 13-10-2015 | Форталеза      | Бразилія  | 3 – 1     | Венесуела | Відбір до ЧС 2018            | -    |          |
| Усього     |                | Матчів    | 15        |           | Голів                        | 1    |          |

## Титули і досягнення
- Володар Південноамериканського кубка (1):

«Індепендьєнте»: 2017
- Чемпіон Європи (U-19) (1):

Іспанія (U-19): 2004